# Victorian Open
Il Victorian Open (conosciuto anche come Sunsmart Victorian Open per motivi di sponsorizzazione) è stato un torneo di tennis che si disputva a Melbourne in Australia su campi in cemento.

## Albo d'oro

### Singolare femminile
| Anno | Campionessa      | Finalista        | Punteggio     |
| ---- | ---------------- | ---------------- | ------------- |
| 1952 | Maureen Connolly | Julia Sampson    | 6–2, 6–2      |
| 1971 | Evonne Goolagong | Margaret Smith   | 7–6, 7–6      |
| 1972 | Evonne Goolagong | Patricia Coleman | 6–7, 6–2, 6–2 |
| 1976 | Margaret Smith   | Sue Barker       | 6–2, 6–2      |
| 1977 | Evonne Goolagong | Wendy Turnbull   | 6–4, 6–1      |
| 1979 | Hana Mandlíková  | Wendy Turnbull   | 6–3, 6–2      |
| 1985 | Pam Shriver      | Kathy Jordan     | 6–4, 6–4      |
| 1993 | Amanda Coetzer   | Naoko Sawamatsu  | 6–2, 6–3      |

### Doppio femminile
| Anno | Campionesse                     | Finalista                      | Punteggio     |
| ---- | ------------------------------- | ------------------------------ | ------------- |
| 1972 | Evonne Goolagong Janet Young    | Patricia Coleman Sally Irvine  | 2–6, 6–4, 6–3 |
| 1976 | Margaret Smith Betty Stöve      | Linky Boshoff Ilana Kloss      | 6–2, 6–4      |
| 1977 | Evonne Goolagong Betty Stöve    | Patricia Bostrom Kym Ruddell   | 6–3, 6–0      |
| 1979 | Wendy Turnbull Billie Jean King | Anne Smith Dianne Fromholtz    | 6–3, 6–3      |
| 1985 | Pam Shriver Elizabeth Sayers    | Anne Hobbs Kathy Jordan        | 6–2, 5–7, 6–1 |
| 1993 | Nicole Bradtke Nathalie Tauziat | Cammy MacGregor Shaun Stafford | 1–6, 6–3, 6–3 |